# アンドフリームニル
アンドフリームニル（古ノルド語: Andhrímnir）は、北欧神話に登場する、料理にされても毎晩元に戻るイノシシのセーフリームニルを料理するコックのことである。名前の意味は「煤けた者」である。
『ギュルヴィたぶらかし』には、次のような事が書かれている。
- セーフリームニルの肉はどんなにたくさんの人（エインヘリャル）がヴァルハラにいても食い尽くされることはない。毎日料理をしても、夕方にはまた元に戻る。
- セーフリームニルの肉を煮るのはエルドフリームニルという鍋である。
- このことは『グリームニルの言葉』第18節でも語られている。